# Parasynema
Parasynema F. O. P.-Cambridge, 1900 è un genere di ragni appartenente alla famiglia Thomisidae.

## Distribuzione
Le due specie note di questo genere sono state rinvenute in America centrale

## Tassonomia
Non sono stati esaminati esemplari di questo genere dal 1955.
A dicembre 2014, si compone di due specie:
- Parasynema cambridgei Roewer, 1951 — Guatemala
- Parasynema cirripes (O. P.-Cambridge, 1891)[2] — dal Messico ad El Salvador